# Artillerie automotrice

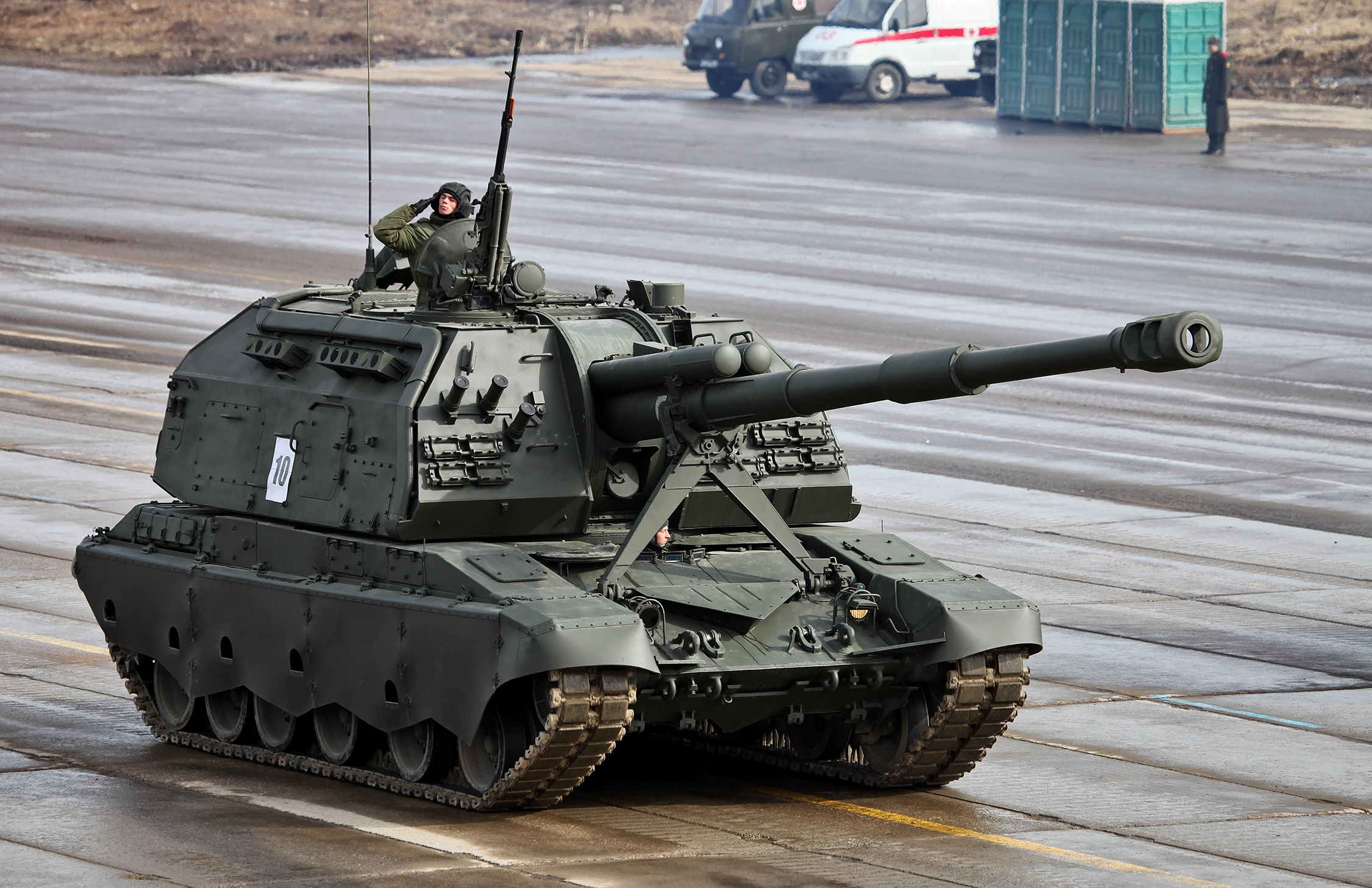
Un 2S19 Msta-S de l'Armée de terre russe.

L'artillerie automotrice est une artillerie équipée de son propre système de propulsion pour se déplacer vers son poste de tir. Dans la terminologie, le terme comprend le canon automoteur, l'obusier automoteur, le mortier automoteur et le lance-roquettes multiple. Ce sont des véhicules à haute mobilité, généralement basés sur des chenilles continues transportant soit un gros canon de campagne, un obusier, un mortier ou une forme quelconque de lance-roquettes/missiles. Ils sont généralement utilisés pour le soutien de bombardements indirects à longue portée sur le champ de bataille.
Dans le passé, l'artillerie automotrice comprenait des véhicules à tir direct, tels que des canons d'assaut et des canons antichars (chasseurs de chars). Il s'agissait de véhicules blindés, les premiers fournissant un appui-feu rapproché à l'infanterie et les seconds agissant comme des véhicules antichars spécialisés.
Les véhicules d'artillerie automoteurs modernes peuvent ressembler superficiellement à des chars, mais ils sont généralement légèrement blindés, trop légèrement pour survivre en combat à tir direct. Cependant, ils protègent leurs équipages contre les éclats d'obus et les armes légères et sont donc généralement inclus dans les véhicules de combat blindés. Beaucoup sont équipés de mitrailleuses pour se défendre contre l'infanterie ennemie.
Le principal avantage de l'artillerie automotrice par rapport à l'artillerie tractée est qu'elle peut être mise en action beaucoup plus rapidement. Avant que l'artillerie remorquée puisse être utilisée, elle doit s'arrêter, dételer et mettre en place les canons. Pour changer de position, les canons doivent être à nouveau attelés et amenés — généralement remorqués — au nouvel emplacement. En comparaison, l'artillerie automotrice peut s'arrêter à un endroit choisi et commencer à tirer presque immédiatement, puis passer rapidement à une nouvelle position. Cette capacité de tir et de déplacement est très utile dans un conflit mobile.